# 沈阳市第二中学
沈阳市第二中学是位于辽宁省沈阳市的一所高级中学，简称沈阳二中或二中，创建于1949年3月。沈阳市第二中学是辽宁省重点高中、辽宁省首批示范性普通高中之一，行政上直属于沈阳市教育局。

## 简史

### 1949年
- 3月8日，沈阳市立第二中学建校开学。学生来自原沈阳市立第一、第二、第三中学、私立坤光女子中学和辽宁省立沈阳第四中学等五所中学的高中部，校址为原省立第四中学即张学良所创同泽男子学校旧址。
- 7月，首届高中毕业生举行毕业典礼，合影留念。

### 1950年
- 10月
  - 沈阳四中高中部部分师生转来二中。
  - 向苏联学习。学校派王风超、李士奇等各学科教师8名到旅大市苏联中学学习教学经验和五级分制。
  - 抗美援朝战争开始。全校学生爱国热情空前高涨，写出申请书、决心书，随时准备听从祖国召唤。到1951年2月，全校有400余名学生光荣获准参军参干，有的直接赴朝作战。田泽长任副校长，苏辛离任。崔鸿程任教导主任。
- 12月
  - 田泽长率领高二年级全体师生奉命疏散到沈阳西郊沙岭区大潘台和彰驿站各村坚持教学工作。

### 1951年
- 4月26日
  - 镇反。公安机关在二中逮捕了8名暗藏的反革命分子。经审判，1名死刑，7名长刑。
- 9月
  - 实施新型正规化教学计划。全面采用苏联数学、物理、化学和生物课本，全校教师学习苏联凯洛夫教育学，实行五级分制。

### 1952年
- 5月
  - 粟玉校长升任沈阳市文教局副局长，全校教职员合影欢送。田泽长任校长，崔鸿程任副校长，姜公孚任教导主任。
- 12月
  - 沈阳二中新校址即现校址的教学楼落成。教学楼主体四层，两翼三层，是较高标准的欧式学校建筑。这样的教学楼在东北地区共建六座。主体女儿墙正面雕饰和平鸽橄榄枝校徽图案，两侧雕五星火炬各一组。

### 1954年
- 4月
  - 中央教育部副部长董纯才视察组来二中视察。上级党委派张挂芳任二中党支部专职副书记。

### 1956年
- 3月
  - 周复出任沈阳二中校长兼党支部书记，田泽长调任沈阳师范学院教务长。
- 10月
  - 综合实习厂厂房落成。3月，辽宁省教育厅组成代表团赴旅大市苏联中学学习综合技术教育经验，之后由沈阳市教育局投资建设。

### 1958年
- 4月
  - 全校掀起大办工厂的高潮，教学秩序被严重打乱。
- 7月
  - 周复校长在中共沈河区委会议上受到批判，年末被停止工作。

### 1959年
- 7月
  - 因“右倾错误”，原校长周复被开除党籍、撤职、降薪、下放劳动。

### 1960年
- 4月
  - 学校在东陵区黄泥坎大队建立了农场，作为学农基地。一部分教师轮流参加农场劳动，学生分批去农场学农劳动。

### 1961年
- 4月
  - 全校教师进行“教育方针大辩论”。一种观点是要培养“德智体全面发展的劳动者”，一种观点是要培养“有社会主义觉悟的体力劳动者”。

- 1966年至1976年 文化大革命的十年，学校受到极大的破坏，运转基本处于停顿阶段（期间曾短时间恢复运转）
- 1978年 恢复招生、恢复为省重点中学
- 1979年 沈阳二中、长春实验中学，哈尔滨一中等3所学校结为三市协作校
- 1982年 沈阳二中与日本北海道札幌的清田高等学校结为友好学校
- 1988年 国家授予沈阳二中“德育先进学校”称号
- 1993年 学校被评为省二级档案单位、全国体育先进单位
时任校长张佩纶被评为市劳动模范及市教育专家、全国教育系统劳动模范，并被中国国家领导人江泽民、李岚清等接见
- 1996年 时任校长张佩纶荣获全国“五一劳动奖章”
沈阳二中被评为省模范学校
重新设计学校看台，建设1000余平方米的标准田径场地体育场，竣工后投入使用
- 1999年 举行了建校50周年校庆庆典，大型雕塑《勃》落成于校园中心广场
- 2005年 图书馆和锅炉房被拆除，原址建设了13000余平方米的教学综合楼，于八月份竣工并投入使用

## 历任校长
- 栗  玉  1949年～1952年
- 田泽长  1952年～1956年
- 周  复  1956年～1959年
- 甘思源  1959年～1960年
- 宫洁如  1960年～1966年
- 马子云  1980年～1983年
- 白景林  1983年～1984年
- 张佩纶  1984年～2003年
- 刘  辉    2003年～2016年
- 关凤艳   2016年～2023年
- 刘亚军 2023年至今